# Mary Wills
Mary Wills (* 4. Juli 1914; † 7. Februar 1997 in Sedona, Arizona) war eine US-amerikanische Kostümbildnerin, die einmal den Oscar für das beste Kostümdesign gewann und weitere sechs Mal für diese Auszeichnung nominiert war.

## Biografie

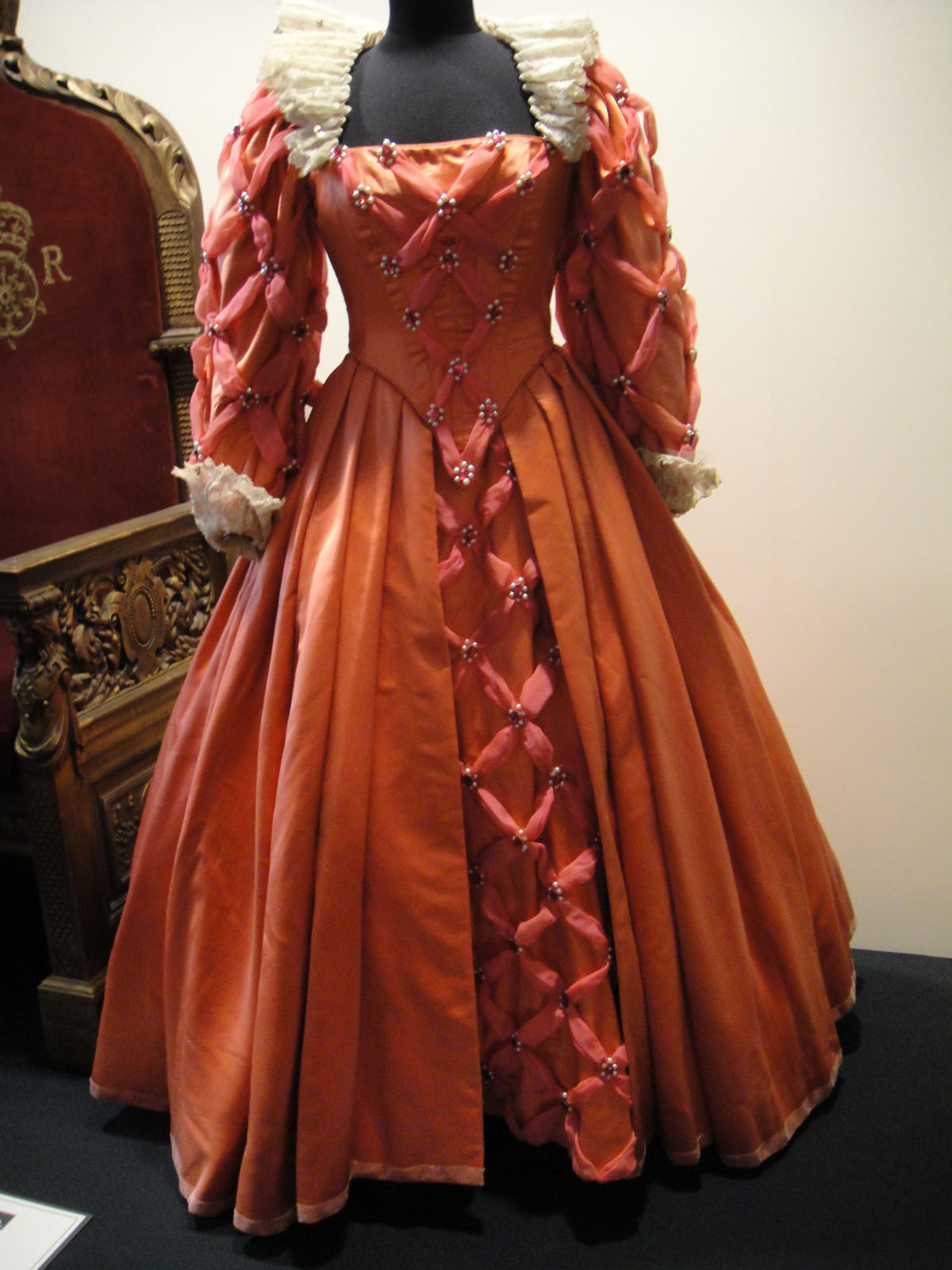
Kostüm von Bette Davis im Film Die jungfräuliche Königin (1955)

Mary Wills begann ihre Laufbahn als Kostümbildnerin in der Filmwirtschaft Hollywoods 1944 bei Belle of the Yukon und war im Laufe ihrer Karriere an der Ausstattung von mehr als 30 Filmen beteiligt.
Bei der Oscarverleihung 1953 war sie mit Antoni Clavé und Barbara Karinska erstmals für den Oscar für das beste Kostümdesign nominiert und zwar für den Farbfilm Hans Christian Andersen und die Tänzerin (1952). Danach folgten Oscar-Nominierungen für die besten Kostüme 1956 zusammen mit Charles Le Maire im Farbfilm Die jungfräuliche Königin (1955), 1957 mit C. Le Maire im Schwarzweißfilm Moderne Jugend (Teenage Rebel, 1956), 1959 mit C. Le Maire für Ein gewisses Lächeln (A Certain Smile, 1958) sowie 1960 mit C. Le Maire im Schwarzweißfilm Das Tagebuch der Anne Frank (1959).
Bei der Oscarverleihung 1963 erhielt sie schließlich den Oscar für das beste Kostümdesign in dem Farbfilm Die Wunderwelt der Gebrüder Grimm (1962).
Zuletzt war Mary Wills für einen Oscar 1977 nominiert und zwar für die Kostüme in Jesus von Nazareth (The Passover Plot).
Mary Wills, die auch die Kostüme für Karussell (1956) und Ein Köder für die Bestie (1962) schuf, arbeitete im Laufe ihrer Tätigkeit mit Filmregisseuren wie Charles Vidor, Henry Koster, Edmund Goulding, Henry King, Jean Negulesco, George Stevens, J. Lee Thompson, Henry Levin, George Pal und Michael Campus zusammen.

## Filmografie (Auswahl)
- 1944: Belle of the Yukon
- 1948: Betrogene Jugend (Enchantment)
- 1949: Angst vor der Schande (My Foolish Heart)
- 1950: Auf des Schicksals Schneide (Edge of Doom)